# SN 2007lq
SN 2007lq – supernowa typu Ia-? odkryta 6 października 2007 roku w galaktyce A002307+0059. W momencie odkrycia miała maksymalną jasność 21,50m.